# داني كوهين
داني كوهين (9 ديسمبر 1937 – 12 أغسطس 2019) كان عالم حاسوب إسرائيلي-أمريكي متخصص في شبكات الحاسوب. شارك في مشروع أربانت وساهم في تطوير تطبيقات أساسية للإنترنت. كان من الشخصيات الرئيسية وراء فصل TCP وIP (الإصدارات المبكرة من TCP لم تتضمن طبقة IP منفصلة)؛ مما سمح لاحقًا بإنشاء UDP.
اشتهر كوهين الآن بورقته البحثية لعام 1980 بعنوان "عن الحروب المقدسة ودعوة للسلام"، التي اعتمدت مصطلح "ترتيب البايتات" في الحوسبة (مصطلح مستعار من رواية "رحلات جاليفر" لجوناثان سويفت). شغل كوهين مناصب في هيئة التدريس بقسم علوم الحاسوب في عدة جامعات وعمل في القطاع الخاص.

## السيرة الذاتية
حصل كوهين على درجة البكالوريوس في الرياضيات من معهد التكنولوجيا الإسرائيلي (التخنيون) في عام 1963. كان طالب دراسات عليا في قسم الرياضيات بمعهد ماساتشوستس للتكنولوجيا (MIT) من 1965 إلى 1967.
في عام 1967، طور كوهين أول محاكي طيران بصري في الوقت الحقيقي على حاسوب متعدد الأغراض وأول محاكي رادار في الوقت الحقيقي. أدت أعمال كوهين في محاكاة الطيران إلى تطوير خوارزميات قص الخطوط في الرسومات الحاسوبية Cohen-Sutherland، بالتعاون مع إيفان ساذرلاند في جامعة هارفارد. حصل على درجة الدكتوراه من هارفارد في عام 1969 كطالب لساذرلاند، وكان عنوان أطروحته: "الطرق التدريجية للرسومات الحاسوبية".
بعد تدريسه في قسم علوم الحاسوب بجامعة هارفارد حتى عام 1973، وفي معهد كاليفورنيا للتكنولوجيا في عام 1976، انضم كوهين إلى معهد علوم المعلومات بجامعة جنوب كاليفورنيا للعمل على مشروع صوتي عبر الشبكة مصمم للسماح بالتحدث التفاعلي في الوقت الحقيقي عبر ARPANet (والإنترنت خلال تطوره المبكر). كان مشروع بروتوكول الصوت عبر الشبكة رائدًا لتقنية الصوت عبر الإنترنت (VoIP). في عام 1981، قام بتكييف المحاكي البصري ليعمل عبر ARPANet، وهو تطبيق مبكر لشبكات تبديل الحزم في التطبيقات في الوقت الحقيقي. بدأ مشروع MOSIS في عام 1980.
في عام 1993، عمل على المحاكاة التفاعلية الموزعة من خلال عدة مشاريع ممولة من وزارة الدفاع الأمريكية. قام بتطوير نموذج أولي لتكنولوجيا الشبكة المحلية تُدعى ATOMIC، والتي كانت النواة لـ Myrinet. في عام 1994، شارك كوهين في تأسيس شركة Myricom (مع تشاك سايتز وآخرين) التي طورت Myrinet تجاريًا. كما بدأ مشروع FastXchange للتجارة الإلكترونية ومكتبة رقمية.
خدم كوهين في عدة لجان ومجالس لوزارة الدفاع الأمريكية، والمعاهد الوطنية للصحة، والمجلس الوطني للبحوث الأمريكية، بما في ذلك 5 سنوات في المجلس الاستشاري العلمي للقوات الجوية الأمريكية. عمل كشاهد واقعي وخبير في قضايا انتهاك براءات الاختراع المتعلقة بـ VoIP. كان كوهين طيارًا تجاريًا بتصنيفات SEL/MEL/SES وتصنيف الأجهزة.
في عام 1993، حصل كوهين على جائزة الخدمة المدنية الموقرة من القوات الجوية الأمريكية. كان عضوًا في الأكاديمية الوطنية للهندسة (2006) وزميل IEEE (2010).
منذ عام 2001، عمل كوهين كمهندس متميز في شركة Sun Microsystems، حيث ركز على الاتصالات فائقة السرعة لمسافات قصيرة باستخدام الإشارات البصرية والكهربائية، ضمن منظمة كبير مسؤولي التكنولوجيا في Sun.
استمر كوهين كأستاذ مساعد لعلوم الحاسوب في جامعة جنوب كاليفورنيا.
في عام 2012، تم إدراج كوهين في قاعة مشاهير الإنترنت بةاسطة جمعية الإنترنت. في عام 2013، استضاف فينت سيرف حدثًا في جوجل لتكريم كوهين.
وتوفي داني كوهين في بالو ألتو، كاليفورنيا في 12 أغسطس 2019، عن عمر 81 عامًا.